# 2901 Bagehot
2901 Bagehot је астероид главног астероидног појаса са средњом удаљеношћу од Сунца која износи 2,862 астрономских јединица (АЈ).
Апсолутна магнитуда астероида је 11,9.